# Tristes Tropiques
Cet article possède un paronyme, voir Tissu topique.
Tristes Tropiques est un livre de l'ethnographe Claude Lévi-Strauss, publié en 1955 chez Plon. Il mêle souvenirs de voyage et méditations philosophiques. 
Cet ouvrage est un témoignage sur les voyages de Lévi-Strauss et sur son travail anthropologique. Lévi-Strauss se réfère principalement à ses séjours au Brésil mais il décrit aussi ceux qu'il a fait dans d'autres pays (comme l'Inde ou le Moyen-Orient). En outre, bien qu'il soit assimilable à la tradition des récits de voyage philosophiques, le livre est parsemé de réflexions philosophiques et d'idées venant de différentes disciplines comme la sociologie, la géologie, la musique ou la littérature.

## Résumé
L'ouvrage, composé de 40 chapitres, comprend neuf parties :
1. La fin des voyages
2. Feuilles de route
3. Le nouveau Monde
4. La terre et les hommes
5. Caduveo
6. Bororo
7. Nambikwara
8. Tupi-Kawahib
9. Le retour

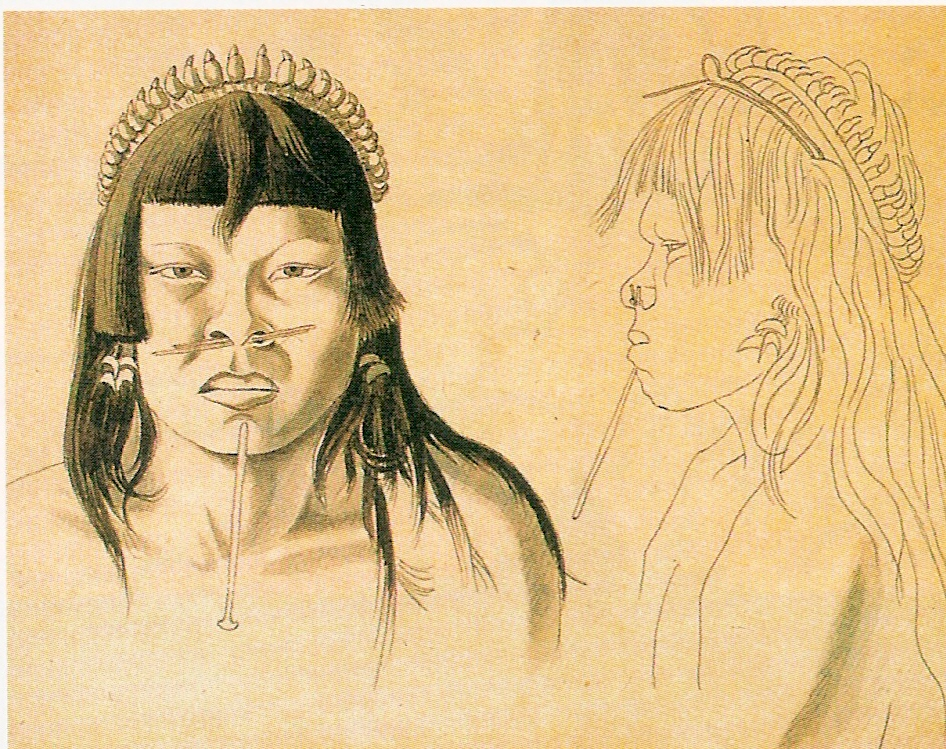
Indiens Bororos

Claude Lévi-Strauss raconte comment il a été amené dans les années 1930 à devenir ethnologue. Jeune agrégé de philosophie, il avait commencé à enseigner dans un lycée, mais le métier de professeur ne lui correspond pas, le jugeant répétitif.
Bientôt, il eut l'occasion de participer à un séjour au Brésil afin d'y étudier les populations amérindiennes locales tels les Bororos, les Nambikwaras et les Tupis. Il rédigera d’ailleurs plus tard sa thèse complémentaire sur La Vie familiale et sociale des Indiens Nambikwaras (1948).

## Analyse
Les récits de ses rencontres avec les indigènes du Brésil occupent plus de la moitié du texte. Cependant, l'auteur prend ses distances avec le genre du récit de voyage, ce que l'incipit annonce de manière assez provocante (l'auteur avouera en fait que ses voyages au Brésil représentent les plus belles années de sa vie) : 

« Je hais les voyages et les explorateurs. »

Il s'agit, en effet, non pas de peindre l'exotisme ou l'aventure mais de saisir une réalité humaine et de s'interroger sur le concept de civilisation. Il ne se met toutefois jamais sur un pied d'égalité avec les populations étudiées et va même jusqu'à les qualifier de « déchets d'humanité ». 
Vers la fin de l'ouvrage, il prend la civilisation occidentale pour objet, la compare sans indulgence aux cultures dites plus « primitives », et montre que tout progrès technologique engendre une perte sur un autre plan. L'ouvrage est relativiste : la civilisation occidentale apparaît comme une option parmi d’autres offertes à l’humanité.
L'auteur s'attarde sur le sens du progrès et les ravages qu'une civilisation mécanique produit sur son environnement et les différentes cultures avec lesquelles elle entre en contact.
Les bases du structuralisme anthropologique apparaissent déjà dans Tristes Tropiques, notamment lorsque l'auteur établit un lien entre organisation d'une société et disposition spatiale du village d'une part (Bororos) ou géométrie de ses dessins d'autre part (Caduveo).

Comme l'analyse Georges Bataille : 

« La nouveauté du livre s'oppose à un ressassement, elle répond au besoin de valeurs plus larges, plus poétiques, telles que l'horreur et la tendresse à l'échelle de l'histoire et de l'univers, nous arrache à la pauvreté de nos rues et de nos immeubles. »

Lévi-Strauss y considère notamment, après Schopenhauer[réf. nécessaire], le bouddhisme avec bienveillance, et l'islam au contraire (9e partie) comme intolérant, rigide et fermé.

## Réception et postérité
Tristes Tropiques fait partie des premiers succès de la collection Terre Humaine (éditée par Plon), dirigée par Jean Malaurie. Il connaît un succès immédiat et, comme le précise l'historien Gérard Noiriel, « aura un énorme impact sur le public cultivé ». Le jury du prix Goncourt s'excuse de ne pas pouvoir lui décerner son prix, car le livre n'est pas un roman.
Traduit en vingt-sept langues, ce best-seller devient une référence pour des générations d'apprentis ethnographes.
Le livre paraît en poche en 2001 chez Pocket.
En 2022, l'écrivain Jean-Baptiste Maudet publie, aux éditions Le Passage, le roman Tropicale Tristesse, dont le titre est un reflet inversé de Tristes Tropiques. L'ouvrage de Lévi-Strauss joue un rôle important dans ce récit.

### En musique
Un album de jazz, Alter Tropicus, inspiré par la lecture de Tristes Tropiques, a été enregistré en 2004 par Laurent Mignard Pocket Quartet.
En 1991, le chanteur Gérard Manset évoque le peuple amérindien dans sa chanson Tristes Tropiques sur l'album Revivre.
L'ouvrage influence le chanteur franco-gabonais Jann Halexander qui intitule en 2012 son album Tristes Tropiques.

## Livre audio
- Claude Lévi-Strauss (auteur) et Jean-Pierre Lorit (narrateur), Tristes Tropiques, Vincennes, Frémeaux & Associés, 30 avril 2012 (ISBN 978-2-84468-115-7, BNF 42707125)Support : 16 disques compacts audio et un livret sous coffret ; durée : 19 h 55 min environ ; référence éditeur : FA 8115.